# 묘법연화경 권1 (충청북도 문화재자료 제92호)
묘법연화경 권1(妙法蓮華經 卷一)은 충청북도 청주시에 있는 조선시대의 묘법연화경이다. 2017년 11월 3일 충청북도의 문화재자료 제92호로 지정되었다.

## 지정 사유
묘법연화경(妙法蓮華經)은 줄여서 ‘법화경’이라고 부르기도 하며, 부처가 되는 길이 누구에게나 열려있다는 것을 중요사상으로 하고 있다. 대승불교의 기본경전으로 한국 불교사상 확립에 크게 영향을 끼친 경전이다.
모두 7권 중 1권 1책으로 1655년에 속리산 법주사(法住寺)에서 간행한 목판본으로 간행시기와 간행처를 알 수 있고, 청주 서기사에서 다시 찍은 책으로 보인다. 또한 시주에 보살사 승려가 관여한 점도 주목된다.

## 참고 문헌
- 묘법연화경 권1 - 국가유산청 국가유산포털